# كوم الجرون
كوم الجرون هو نجع في مصر، ويقع في محافظة سوهاج مركز جهينة. يتميز بكثرة اشجار النخيل التي عددها أكثر من 50 نخلة على الاقل، كوم الجرون به 5 مساجد هم: مسجد كوم الجرون، ام المؤمنين، الرحمة، التوحيد، النور. ويوجد به مدرسة واحدة هي مدرسة كوم الجرون.